# Cytotoxin (Band)

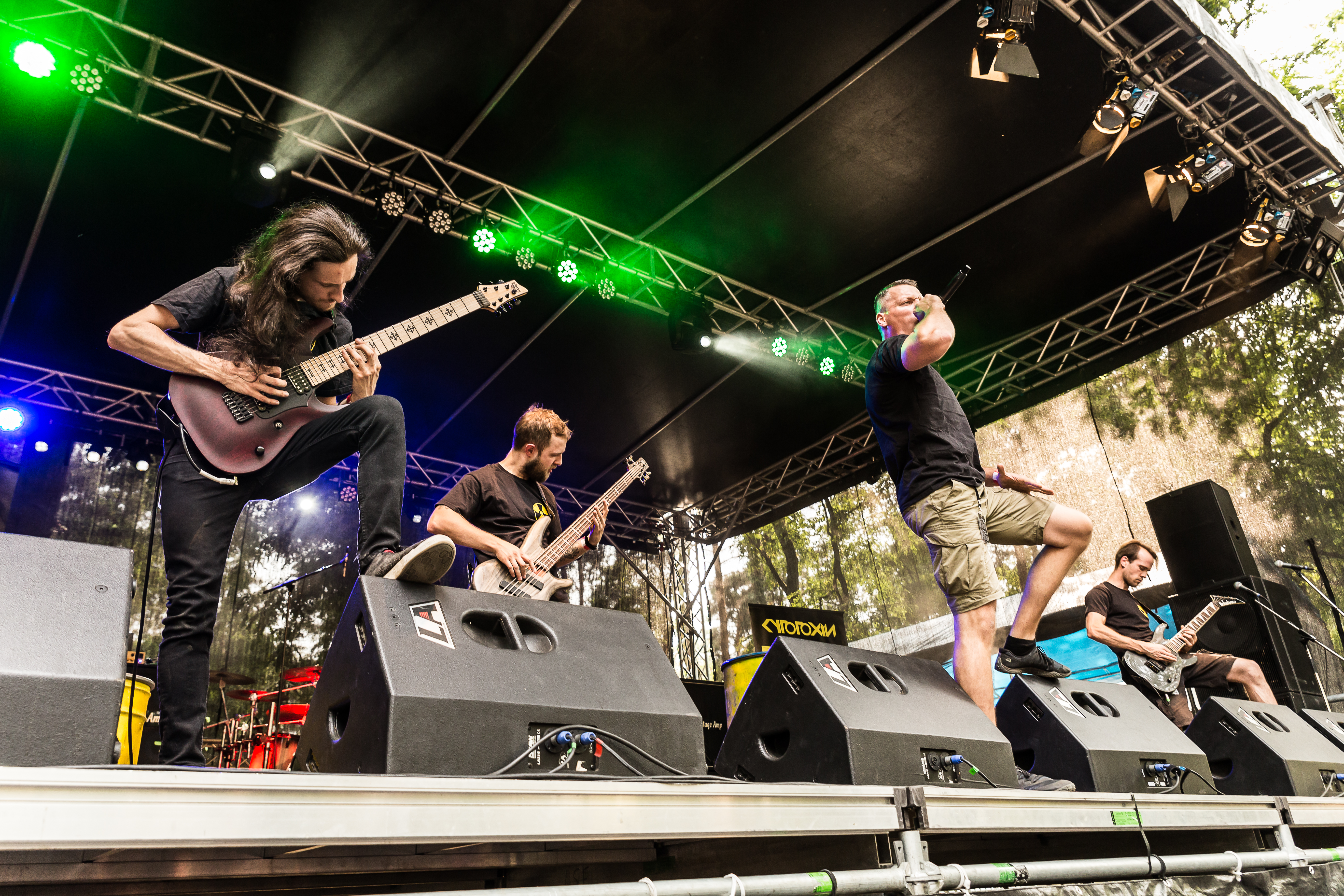
Cytotoxin bei Rock unter den Eichen 2018

Cytotoxin ist eine sächsische Brutal- und Technical-Death-Metal-Band aus Chemnitz, die im Jahr 2010 gegründet wurde.

## Geschichte
Die Band wurde im Jahr 2010 von dem Schlagzeuger Tobias Olijnyk, den Gitarristen Fabrice Töpfer und Danilo Baldauf, dem Sänger Sebastian Grihm und dem Bassisten Vitalis Kast gegründet. Innerhalb eines halben Jahres schrieb die Band ihr Debütalbum Plutonium Heaven, dessen Thema durch die Nuklearkatastrophe von Tschernobyl inspiriert wurde. Es wurde im Januar 2011 aufgenommen und abgemischt und später im Megawimp Studio in Berlin gemastert, ehe es im April 2011 erschien. Im selben Jahr spielte die Band zudem zusammen mit Deicide, Belphegor und Graveworm. Im April 2012 nahm die Band ihr nächstes Album Radiophobia in den Kohlekeller Studios in Hessen unter der Leitung von Kristian Kohlmannslehner auf. Im Jahr 2012 folgten Auftritte in Deutschland, der Ukraine, Dänemark und den Niederlanden. Im November erschien zudem Radiophobia über Unique Leader Records.
Jason Melidonie trat im November 2014 der Band als zweiter Gitarrist bei. Am 6. März 2016 gab die Band auf ihrer Facebook-Seite bekannt, dass ihr Schlagzeuger Ollie aus beruflichen Gründen die Band verlässt. Nachfolger wurde Stephan Stockburger.

## Stil
Laut  Marcus 90 von ultimate-guitar.com spiele die Band auf Radiophobia eine Mischung aus Brutal- und Technical-Death-Metal mit Breakdowns und technisch sehr anspruchsvollen Riffs und nutzen Palm Muting. Das Schlagzeugspiel, das auf death-metal-typische Doublebass und Blastbeats setze, erinnere stark an das von John Longstreth von Origin. Der Gesang sei tief und guttural.

## Diskografie
- 2011: Plutonium Heaven (Album, Eigenveröffentlichung)
- 2012: Radiophobia (Album, Unique Leader Records)
- 2017: Gamaggeddon (Album, Unique Leader Records)
- 2020: Nuklearth (Album, Unique Leader Records)
- 2025: Biographyte (Album, Eigenveröffentlichung)